# Лінивка-коротун сірощока
Ліни́вка-короту́н сірощо́ка (Nonnula ruficapilla) — вид дятлоподібних птахів родини лінивкових (Bucconidae).

## Поширення
Вид поширений у Бразилії, Болівії та Перу. Природним середовищем існування є субтропічні та тропічні вологі низинні ліси.

## Опис
Дрібний птах завдовжки від 13,5 до 14 см. Оперення коричнево-червонувато-руде. Маківка голови червона. Щоки, потилиця, боки шиї та боки тіла сірі. Груди вохристі. Черево біле.

## Спосіб життя
Харчується комахами та їхніми личинками, та іншими дрібними членистоногими. Самиця відкладає 2 або 3 яскраво-білих яйця в нору, викопану в землі.